# Prix littéraires du Gouverneur général 1998
Liste des Prix littéraires du Gouverneur général pour 1998, chacun suivi des finalistes.

## Français

### Prix du Gouverneur général: romans et nouvelles de langue française
- Christiane Frenette, La Terre ferme
- Marie-Célie Agnant, Le Silence comme le sang
- Madeleine Gagnon, Le Deuil du soleil
- Nancy Huston, L'Empreinte de l'ange
- Pierre Samson, Un garçon de compagnie

### Prix du Gouverneur général: poésie de langue française
- Suzanne Jacob, La Part de feu précédé de Le Deuil de la rancune
- Hugues Corriveau, Le Livre du frère
- Hélène Dorion, Les Murs de la grotte
- Christine Richard, L'Eau des oiseaux
- Michel van Schendel, Bitumes

### Prix du Gouverneur général: théâtre de langue française
- François Archambault, 15 secondes
- Serge Boucher, Motel Hélène
- Olivier Choinière, Le Bain des raines
- Carole Fréchette, La Peau d'Élisa
- Suzanne Lebeau, L'Ogrelet

### Prix du Gouverneur général: études et essais de langue française
- Pierre Nepveu, Intérieurs du Nouveau Monde : Essais sur les littératures du Québec et des Amériques
- Chantal Bouchard, La Langue et le Nombril : Histoire d'une obsession québécoise
- Marcel Olscamp, Le Fils du notaire Jacques Ferron 1921-1949 : Genèse intellectuelle d'un écrivain
- Régine Robin, Le Golem de l'écriture : De l'autofiction au Cybersoi
- Patricia Smart, Les Femmes du Refus global

### Prix du Gouverneur général: littérature jeunesse de langue française - texte
- Angèle Delaunois, Variations sur un même «t'aime»
- Guy Dessureault, Lettre de Chine
- Daniel Mativat, Terreur sur la Windigo
- Danielle Rochette, La Fugue d'Antoine
- Hélène Vachon, Le Cinéma de Somerset
- Reynald Cantin, Le Trio Rigolo

### Prix du Gouverneur général: littérature jeunesse de langue française - illustration
- Pierre Pratt, Monsieur Ilétaitunefois
- Stéphane Poulin, Petit zizi
- Alain Reno, Un tartare pour le bonhomme Sept Heures
- Yayo, Le Chasseur d'arc-en-ciel

### Prix du Gouverneur général: traduction de l'anglais vers le français
- Charlotte Melançon, Les Sources du moi - La Formation de l'identité moderne
- Paule Noyart, Leonard Cohen - Le Canadien errant
- Hélène Rioux, Self

## Anglais

### Prix du Gouverneur général: romans et nouvelles de langue anglaise
- Diane Schoemperlen, Forms of Devotion
- Lynn Coady, Strange Heaven
- Barbara Gowdy, White Bone
- Wayne Johnston, The Colony of Unrequited Dreams
- Kerri Sakamoto, The Electrical Field

### Prix du Gouverneur général: poésie de langue anglaise
- Stephanie Bolster, White Stone: The Alice Poems
- Louise Bernice Halfe, Blue Marrow
- Michael Ondaatje, Handwriting
- Lisa Robertson (en), Debbie: An Epic
- Kathy Shaidle, Lobotomy Magnificat

### Prix du Gouverneur général: théâtre de langue anglaise
- Djanet Sears, Harlem Duet
- Bruce McManus, Selkirk Avenue
- Richard Sanger, Not Spain
- Sandra Shamas, Sandra Shamas: A Trilogy of Performances
- David Young, Inexpressible Island

### Prix du Gouverneur général: études et essais de langue anglaise
- David Adams Richards, Lines on the Water - A Fisherman's Life on the Miramichi
- Wayne Grady, The Quiet Limit of the World - A Journey to the North Pole to Investigate Global Warming
- Charlotte Gray, Mrs. King - The Life and Times of Isabel Mackenzie King
- Judy Schultz, Mamie's Children - Three Generations of Prairie Women
- Rudy Wiebe et Yvonne Johnson, Stolen Life - The Journey of a Cree Woman

### Prix du Gouverneur général: littérature jeunesse de langue anglaise - texte
- Janet Lunn, The Hollow Tree
- Gayle Friesen, Janey's Girl
- Julie Johnston, The Only Outcast
- Janet McNaughton, Make or Break Spring
- Sarah Withrow, Bat Summer

### Prix du Gouverneur général: littérature jeunesse de langue anglaise - illustration
- Kady MacDonald Denton, A Child's Treasury of Nursery Rhymes
- Victor Bosson, The Fox's Kettle
- Harvey Chan, Music for the Tsar of the Sea
- Zhong-Yang Huang, The Great Race
- Stéphane Jorisch, The Village of a Hundred Smiles and Other Stories

### Prix du Gouverneur général: traduction du français vers l'anglais
- Sheila Fischman, Bambi and Me
- Arnold Bennett, Voltaire's Man in America
- David Homel, The Second Fiddle
- Daniel Sloate, Aknos and Other Poems